# 邾子訾父
邾子訾父（？—？），曹姓，名訾父，為西周諸侯國邾国君主第六代君主，是邾子将新的儿子。死后，儿子邾武公、邾子叔术继位。